# Litoria splendida
Litoria splendida és una espècie de granota arborícola descrita per primer cop el 1977. Té un àmbit de distribució limitat: només viu a la costa nord-oriental d'Austràlia, al Territori del Nord i Austràlia Occidental. S'assembla a la reineta gegant, una espècie propera amb la qual se la pot confondre.